# Манакінчик вогнеголовий
Манакінчик вогнеголовий (Machaeropterus regulus) — вид горобцеподібних птахів родини манакінових (Pipridae).

## Поширення
Він поширений на південно-східному узбережжі Бразилії, від штату Баїя на південь через Еспіріту-Санту до Ріо-де-Жанейро. Мешкає в підліску на узліссях атлантичного лісу та вторинних лісах до 200 м над рівнем моря.